# ما قبل فرط ضغط الدم
ما قبل فرط ضغط الدم (بالإنجليزية: Prehypertension)‏ هو تصنيف طبي أمريكي لبعض الأشخاص الذين يعانون من زيادة في ضغط الدم أعلى من الطبيعي، لكن هذه الزيادة لا يمكن اعتبارها إصابة بفرط ضغط الدم.
في حالة ما قبل فرط الدم يكون ضغط الدم الانقباضي 120 إلى 139 ملم زئبق وضغط الدم الانبساطي 80 إلى 89 ملم زئبق. القراءات التي تتجاوز 140/90 ملم زئبق تعد فرط ضغط دم. تنصيف ضغط الدم يجب أن يعتمد على قراءتين أو أكثر في مناسبتين أو أكثر يفصل بينها اسبوع على الأقل.